# Ditfurt
Ditfurt är en kommun och ort i Landkreis Harz i förbundslandet Sachsen-Anhalt i Tyskland.
Kommunen ingår i förvaltningsgemenskapen Vorharz tillsammans med kommunerna Groß Quenstedt, Harsleben, Hedersleben, Schwanebeck, Selke-Aue och Wegeleben.